# Conus clarus
Conus clarus é uma espécie de gastrópode do gênero Conus, pertencente à família Conidae.